# 克里彭施泰因山

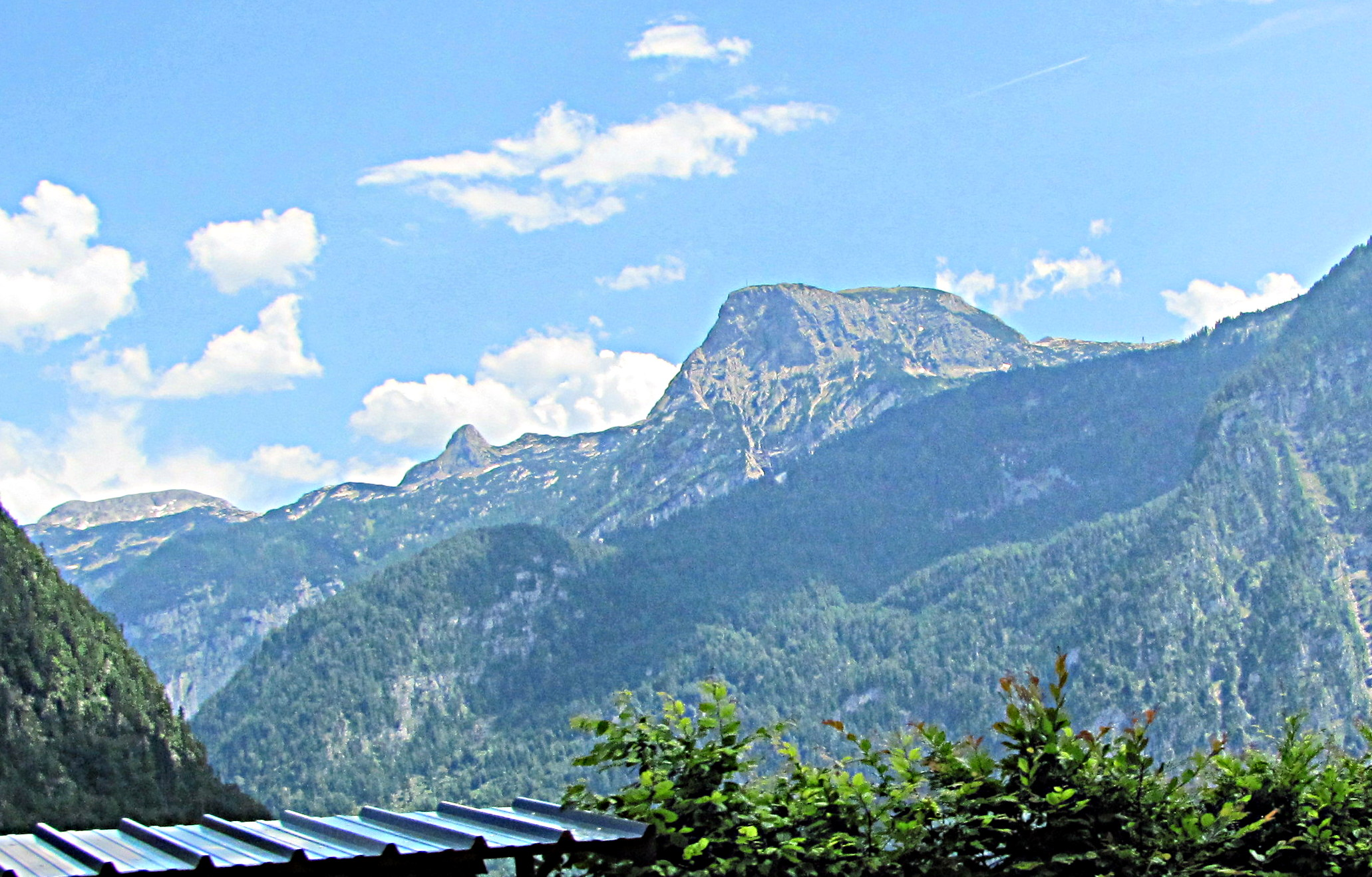

47°31′27″N 13°41′32″E / 47.52417°N 13.69222°E
克里彭施泰因山（德語：Krippenstein），是奧地利的山峰，位於該國中部，由上奧地利州負責管轄，屬於达赫施泰因山脉的一部分，海拔高度2,108米，每年平均降雨量2,029毫米。